# USS 디파이언트
USS 디파이언트(영어: The USS Defiant NX-74205)는 DS9의 주 함선이며 디파이언트급 함선의 프로토타입 함선이다. 제식번호는 NX-74205이다. 2370년 타입 I이 진수, 취역하였으며 2375년 파괴되었고, 이에 똑같은 모양의 타입 II로 바꾸어, 2375년 현재 취역중이다. 연방의 가장 강력한 호위함(호위함이라 보기는 어렵다)이며 연방에서는 유일하게 클로킹(은폐) 장치가 탑재되어 있다. 이 클로킹 장치는 2311년 연방이 로뮬런 제국과 체결했던 알제론 조약(Treaty of Algeron)에 바탕을 두어 연방이 감마 사분면에서 도미니언에 대해 얻은, 가능한 모든 정보를 로뮬런에게 제공해 주는 대가로 로뮬런들이 1기를 빌려 준 것이다.
클링온 버드 오브 프레이 1척을 펄스 페이저 폭격 10번으로 파괴할 수 있으며 소형 양자 어뢰 6발로 카대시안 켈돈 급 함선 하나를 무력화시킬 수 있다.
MMORPG 게임인 스타 트렉 온라인에서는 제식번호가 NX-74205로 나온다. 또한 함장은 2410년 기준, 베이조인(Bajoran) 장교 '사리쉬 민나'(Commander Sarish Minna)이다.
한편, 스타플릿 아카데미의 엘리트 생도들의 모임인 레드 스쿼드론(Red squadron)의 훈련을 위하여 건설된 함선인 USS 밸리언트 (NCC-74210) 호는 2374년 도미니언에 의해 파괴되었으며 35명이 탈출정 4기로 탈출하였으나 단 3명이 탑승한 1기만 살아남았고 또한 살아남은 생도 수도 1명에 불과했다. 2기는 도미니언에 의해 파괴되었고 1기는 엔진 폭발로 인한 화염으로 폭발하였다.

## 장교
1. 함장 : 벤자민 시스코
2. 부함장
  1. 제1대 부함장 : 콜로넬 키라 너리스
  2. 제2대 부함장 : 워프
3. 조타수/과학 장교 : 잣지아 댁스 (사망)
  1. 제2대 조타수 : 노그
4. 보안 장교 : 미첼 에딩턴 (배신)
5. 기관실장
  1. 제1대 기관실장 : 줄리안 바시어
  2. 제2대 기관실장 : 윌리엄 오브라이언
6. 카운셀러/교신 장교 : 에즈리 댁스(잣지아 댁스의 "심비언트")

## 같이 보기
- USS 디파이언트 (NCC-1764) - 2260년 진수, 2267년 쏠리언의 그물에 의한 공간 변이에 의해 실종됨.
- USS 디파이언트 (NCC-1764, 거울 우주) - 2155년 활동중, 조나단 아처 함장(살해됨)->호시 사토 여제 함장.